# Pieni-Vitsai
Pieni-Vitsai är en ö i Finland. Den ligger i sjön Saimen och i kommunerna Villmanstrand och Taipalsaari och landskapet Södra Karelen, i den södra delen av landet, 220 km nordost om huvudstaden Helsingfors. Öns area är 66,3 hektar och dess största längd är 1,8 kilometer i sydöst-nordvästlig riktning.